# ويلفريد بيون

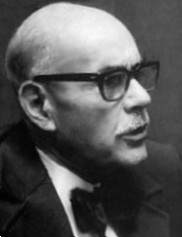
ويلفريد بيون

ويلفريد روبريشت بيون(بالإنجليزية: Wilfred Ruprecht Bion)‏ (بين / 8 سبتمبر 1897 - 8 نوفمبر 1979) مؤهلا علميا بريطانيا مؤثرا، أصبح رئيسا للجمعية البريطانية للتحليل النفسي من عام 1962 حتى عام 1965.
كان ويلفريد بيون مساهما قويا وأصليا في التحليل النفسي. وكان من أوائل من قاموا بتحليل مرضى الحالات الذهانية باستخدام تقنية تحليلية غير معدلة. قام بتوسيع النظريات القائمة لعمليات الإسقاط ووضع أدوات مفاهيمية جديدة. وكان هناك درجة كبيرة من التعاون بين هانا سيغال وويلفريد بيون وهربرت روزنفيلد في عملهم مع مرضى الذهان في أواخر الخمسينيات، ومناقشاتهم مع ميلاني كلاين في ذلك الوقت، لدرجة تعني أنه ليس من الممكن دائما التمييز بين مساهماتهم الفردية الدقيقة في تطور نظرية الانقسام، التماهي الإسقاطي، والوعي اللاواعي واستخدام انتقال مقابل. وكما أشار دونالد ملتزر (1979، 1981)، دينيس كاربي (1989، ص 287)، ومايكل فيلدمان (2009، ص 33، 42)، لم يساند هؤلاء المحللون الرائدون الثلاثة النهج السريري والنظري لكلاين فحسب، بل أنهم وسعوا من المنهج بشكل أعمق من خلال امتداد مفهوم التمهي الإسقاطي والمقابلة.

## النشأة والخدمة العسكرية
وُلد بيون في ماثورا، المقاطعات الشمالية الغربية في الهند، وتلقى تعليمه في كلية بيشوب ستورتفورد في إنجلترا. بعد اندلاع الحرب العالمية الأولى، خدم في فيلق الدبابات كقائد دبابة في فرنسا، وحصل على وسام الخدمة المتميزة (في 18 فبراير 1918، عن أفعاله في معركة كامبراي)، وصليب الفارس من جوقة الشرف. دخل منطقة الحرب لأول مرة في 26 يونيو 1917، ورُقيَّ إلى رتبة ملازم مؤقت في 10 يونيو 1918، وإلى رتبة نقيب في 22 مارس 1918، عندما تولى قيادة قسم الدبابات، احتفظ بالرتبة عندما أصبح قائدًا ثانيًا لسرية دبابات في 19 أكتوبر 1918، وتنازل عنها في 7 يناير 1919. سُرح في 1 سبتمبر 1921، ومنح رتبة نقيب. نقرأ الاقتباس الكامل لوسام الخدمة المتميزة الخاص به:

قُلِّد وسام الخدمة المتميزة للملازم الثاني ويلفريد روبريشت بوين
«من أجل الشجاعة الواضحة، والتفاني في أداء الواجب. عندما كان يقود دبابته في هجوم اشتبك مع عدد كبير من رشاشات العدو في مواقع خطرة، ما ساعد المشاة على التقدم. عندما تلقت دبابته بضربة مباشرة احتلَّ جزءًا من الخندق برجاله وبنادقهم الآلية وفتح النار على العدو. تحرك في العراء، أعطى توجيهات للدبابات الأخرى عند وصولها، وفي إحدى الفترات أطلق النار من مسدس لويس بتأثير كبير من أعلى دبابته. كما شغَّل مدفع رشاش غُنِم من العدو، وعندما وصلت التعزيزات تولى قيادة سرية مشاة قُتل قائدها. أظهر شجاعة رائعة ومبادرة في أصعب المواقف».
أثارت ابنة بيون بارثينوب السؤال حول كيف (وإلى أي مدى) صُقل والدها كمحلل من خلال تجاربه في زمن الحرب... ما يدعم اهتمام بيون اللاحق بالتعايش بين الحالات العقلية البدائية المتراجعة أو البدائية جنبًا إلى جنب مع الحالات المتطورة.

## التعليم وبدايات المسيرة المهنية
بعد الحرب العالمية الأولى، درس بيون التاريخ في كلية كوينز في أكسفورد، وحصل على بكالوريوس الآداب عام 1922، قبل أن يدرس الطب في كلية لندن الجامعية.
جذبه في البداية إلى لندن موضوع جديد غريب يسمى التحليل النفسي، التقى وأعجب بويلفريد تروتر، جراح المخ المتميز الذي نشر كتاب «غرائز القطيع في السلام والحرب» الشهير في عام 1916، استنادًا إلى أهوال الحرب العالم الأولى. كان هذا لإثبات تأثير مهم على اهتمام بيون بسلوك المجموعة. بعد أن تأهل في الطب عن طريق الدبلوم المشترك في عام 1930، أمضى بيون سبع سنوات في تدريب العلاج النفسي في عيادة تافيستوك، وهي تجربة اعتبرها، في وقت لاحق، أن بها بعض القيود. ومع ذلك، فقد جعله على اتصال مثمر مع سامويل بيكيت. أراد أن يتدرب في التحليل النفسي، وفي عام 1938 بدأ تحليلًا تدريبيًا مع جون ريكمان، لكن هذا انتهى مع اندلاع الحرب العالمية الثانية.
أعيد تشغيل بيون في الفيلق الطبي بالجيش الملكي كملازم في 1 أبريل 1940، وعمل في عدد من المستشفيات العسكرية بما في ذلك مستشفى نورثفيلد العسكري (مستشفى هوليمور، برمنغهام) حيث بدأ أول تجربة نورثفيلد. هذه الأفكار حول التحليل النفسي للمجموعات تناولها وطورها من قبل آخرين مثل إس إتش فولكس، ريكمان، بريدجر، مين وباتريك دي ماري. في الواقع، نُقلت المجموعة بأكملها في تافيستوك إلى الجيش، وكانوا يعملون على طرق جديدة لعلاج الإصابات النفسية (أولئك الذين يعانون من إجهاد ما بعد الصدمة، أو صدمة القذيفة كما كان معروفًا في ذلك الوقت). العمل في ديناميكيات المجموعة، المرتبط بمجموعة تافيستوك، جُمعت أوراق بيون التي تصف أعماله في الأربعينيات في وقت لاحق وظهرت معًا في عام 1961 في كتابه المؤثر، الخبرات في المجموعات وأوراق أخرى. لم يكن دليلًا لعلاج الأفراد داخل المجموعة أو بواسطة المجموعة، بقدر ما كان استكشافًا للعمليات التي انطلقت من التجربة المعقدة للوجود في مجموعة. سرعان ما أصبح الكتاب عملًا محكًا لتطبيقات نظرية المجموعة في مجموعة متنوعة من المجالات.
في عام 1945، خلال الحرب العالمية الثانية، أنجبت زوجة بيون، بيتي جاردين، ابنة، لكن بيتي توفيت بعد أيام قليلة. أصبحت ابنته، بارثينوب، محللة نفسية في إيطاليا، وغالبًا ما كانت تحاضر وكتبت عن عمل والدها. توفيت بارثينوب مع ابنتها باتريزيا البالغة من العمر 18 عامًا في حادث سيارة في إيطاليا في يوليو 1998.